# Mestna hiša, Aarhus
Aarhuška mestna hiša (dansko Aarhus Rådhus) je mestna hiša v Aarhusu, Danska. Odločitev o gradnji nove mestne hiše je bila sprejeta na seji mestne hiše leta 1937. Novo stavbo so slovesno odprli 2. junija 1941, zasnovala pa sta jo arhitekta Arne Jacobsen in Erik Møller. Pri prvem predlogu načrti niso vključevali stolpa, vendar je bil zaradi velikega pritiska javnosti pozneje dodan k risbam skupaj z idejo, da bi stavbo obložili z marmorjem. Hans Wegner je bil zadolžen za opremo - ki je edinstveno oblikovana, da se prilega stavbi - in dele notranje opreme.

## Arhitektura in oblikovanje
Mestna hiša ima skupaj s kletjo površino 19.380 m². Stolp je visok 60 m, številčnica stolpne ure pa ima premer 7 m. Stavba je izdelana iz betona, prevlečenega s 6000 m² sivega marmorja iz Porsgrunna na Norveškem. Na zunanji strani je baker uporabljen za številne arhitekturne detajle, ki jih označuje značilna zelena patina. Notranjost je v svojem izrazu bolj sočna s hrastovim parketom, keramičnimi ploščicami v različnih vzorcih, posebej oblikovanim lesenim pohištvom, steklenimi stenami, lesenimi stenami in velikimi stenskimi poslikavami in dekoracijami. V notranjosti sta medenina in bron uporabljena za kovinske arhitekturne detajle.
Cena objekta je bila 9,5 mio. DKK, vključno s stroški zemljišča in inventarja, ki je sam po sebi obsegal 1,5 mio DKK. Kot ena izmed le redkih danskih mestnih hiš je bila marca 1994 zaradi svoje edinstvene arhitekture in oblikovanja označena za ohranitev. Januarja 2006 je bila mestna hiša vključena v danski kulturni kanon pod arhitekturo.
Mestna hiša je glavna lokacija kratkega filma Nada - Act II slovenske umetnice Jasmine Cibic.
- Notranjost
- Stopnišče
- Stopnišče
- Ponoči

## Nekdanje mestne hiše
Aarhus je uradno imel dve nekdanji mestni hiši. Prva je bila postavljena sredi 15. stoletja in je bila pred stolpom Aarhuške stolnice. Leta 1859 je bila porušena.
Druga mestna hiša je bila zgrajena med letoma 1856 in 1857, takoj severovzhodno od stolnice. Uradno je bila mestna hiša, sodišče in kaznilnica. Od leta 1856 do 1906 so se okrožni sveti prav tako sestajali v stavbi in muzeju umetnosti Aarhus, ki se je zdaj razvil v muzej umetnosti ARoS in je začel na podstrešju leta 1859. Ko stavba zaradi postavitve sedanje mestne hiše ni bila več potrebna kot mestna hiša, je bila med letoma 1941 in 1984 uporabljena kot policijska postaja. Danes je v stavbi Kvindemuseet, muzej ženske kulture in zgodovine v Danska.

### Druga mestna hiša
Druga mestna hiša je bila zgrajena med letoma 1856 in 1857 po načrtu arhitekta in kraljevega gradbenega inšpektorja C.G.F. Thielemanna kot nadomestilo za nekdanjo mestno hišo. Stavba je bila zasnovana kot kombinacija mestne hiše, policijske postaje in zapora. Glavni vhod je vodil v mestno hišo, vhod na zahodni strani pa v policijsko postajo, zapor pa je bil postavljen v manjši stavbi na dvorišču za mestno hišo. V prvem nadstropju je bila županova pisarna in svetniška dvorana.
Leta 1906 je bila zgrajena nova stavba zapora in sveta, stavba zapora za mestno hišo pa je bila bistveno spremenjena, da bi naredila prostor za pisarne. Notranjost mestne hiše je bila prenovljena, glavni vhod pa obogaten z velikim obokom. Hitra rast mesta v začetku 20. stoletja je pomenila, da so upravne potrebe hitro prerasle mestno hišo in pisarne so se razširile na druge bližnje stavbe. V 1930-ih so se odločili zgraditi novo mestno hišo, ki je postala sedanja mestna hiša na Parku Allé, dokončana leta 1941. Ko se je mestna uprava končno preselila, je stara mestna hiša postala mestna policija od leta 1941 do 1984, ko je bila ustanovljena nova zgrajena policijska postaja.
Leta 1949 so podstrešje v tretjem nadstropju začeli uporabljati kot skladiščni prostor in majhno razstavno dvorano za zbirko etruščanskih redkosti, ki jih je zbral profesor z univerze v Aarhusu. Leta 1971 je bila ta zbirka preseljena in postala Muzej antične umetnosti. Od leta 1995 sta v stavbi Ženski muzej in Muzej okupacije. Med prenovo v devetdesetih letih je bil ob vhodu urejen vrt, poimenovan po aktivistki za pravice žensk Matilde Fibiger.
Stavba je primer renesančne arhitekture in jo je zasnoval C.G.F. Thieleman. Navdih za psihiatrično bolnišnico Jydske Asyl v Risskovu Michaela Gottlieba Bindesbølla odraža Thielemanovo zanimanje za slog empir in neoklasicistično arhitekturo. Notranjost je preoblikoval S. F. Kühnel leta 1907 in ima vidne nacionalne romantične elemente v preddverju in svetniških dvoranah.
Stavba je zgrajena iz rdeče opeke z vodoravnimi pasovi iz cementa in granita v vogalih. Glavni vhod je postavljen pod velikim lokom, okna pa so okrašena s pilastri. Konstrukcija sloni na podlagi iz granitnega klesanega kamna z okrasnimi pasovi nad kletnimi okni. Slemenasta streha je prekrita s krilnim opečnim strešnikom, ki ga ločita le dve majhni mansardni okni. Preddverje ima velike granitne stebre pod poslikanim kasetiranim stropom. Masivno granitno stopnišče je nadgrajeno z dvema velikima steklenima stropnima mozaikom.

## Okolica
Mestna hiša stoji v Rådhusparken (Park mestne hiše). Park je precej majhen, vendar označuje glavni vhod v mesto za popotnike, ki prihajajo na bližnjo glavno postajo, in gosti različne dogodke skozi vse leto. Park mestne hiše se povezuje s parkom pred koncertno dvorano v Aarhusu (dansko Musikhuset) in vodi do osrednjega trga Rådhuspladsen (trg mestne hiše).